# Toto Bola (Brasil)
Toto Bola foi uma modalidade de loteria regional, com abrangência para o estado do Rio Grande do Sul, administrado pela empresa Kater Administradora de Eventos Ltda.
Foi lançado em 1997 e extinto em 2004, após denúncias de fraudes e outros crimes relacionados, como lavagem de dinheiro.

## Funcionamento
Cada cartela do Toto Bola era de uma cor diferente a cada semana, na qual eram impressos quinze números, de 01 a 25.
Os sorteios eram realizados aos domingos na RBS TV. O prêmio máximo, para quem tivesse na cartela os quinze números sorteados, variava de cem mil a quinhentos mil reais.